# Eugène Wauters
Eugène Wauters (Turnhout, 20 december 1924 – aldaar, 13 maart 2008) was een Belgisch architect. Hij was actief als modernistisch architect na de Tweede Wereldoorlog, vooral in Turnhout en de Antwerpse Kempen. Zijn werk bestaat grotendeels uit privéwoningen en sociale woningen.

## Levensloop

### Vroege realisaties
Eugène Wauters begon actief zijn carrière als modernistisch architect in 1948. In zijn eerste werken is een grote invloed van de Scandinavische architectuur aanwezig, onder andere het materiaalgebruik is daar een voorbeeld van (hout in combinatie met breuksteen en/of baksteen). Zijn eigen woning in Turnhout (1953), alsook een van zijn eerste realisaties, draagt duidelijk deze invloeden.
Andere Belgische architecten die hierbij aansluiten zijn onder andere Jacques Dupuis (1914-1984) en Roger Bastin (1912-1986).

### De Golden Sixties
In de jaren 60 werden de realisaties van Eugène Wauters  veel soberder. Vanaf dan kregen ze bepaalde kenmerken mee. Subtiele details en een spel van bakstenen volumes werden een typisch gegeven. Hij gaf ook veel aandacht aan verhoudingen en ritme. Dat merk je in bijna elke onderdeel van het werk. Zo is er een ritmische afwisseling tussen gevel(parement) en glas en tussen houten gevelbekleding en parement.

### Brutaliteit
Een van zijn meest opvallende werken is het cultureel centrum De Warande (1962-1977) in Turnhout in samenwerking met Schoeters en Carli Vanhout (1931-2000). De materialen getuigden van brutaliteit, hij gebruikte baksteen en zichtbeton, gecombineerd met plastische vormen. De vormen waren vanaf de jaren ’80 veel speelser dan voordien.

## Enkele realisaties
| Straat                    | Plaats      | Datum     | Onderwerp                         |
| ------------------------- | ----------- | --------- | --------------------------------- |
| Steenweg op Antwerpen 46  | Turnhout    | 1953      | Architectenwoning                 |
| Hazenpad 1                | Merksplas   | 1973      | Vakantiewoning                    |
| Steenweg op Antwerpen 102 | Turnhout    | 1964      | Woonblokken, appartementsgebouwen |
| Renier Sniedersstraat 21  | Turnhout    | 1951      | stadswoning                       |
| Warandestraat 42          | Turnhout    | 1967-1977 | Cultureel centrum                 |
| Gierledreef 28            | Turnhout    | 1959      | Bel etage                         |
| Oude Vaartstraat 137      | Turnhout    | 1962      | stadswoning                       |
| Karel Druytslaan 16       | Vosselaar   | 1972      | Villa                             |
| Warande 79                | Dessel      | 1966      | Vakantiewoning                    |
| Werbosstraat              | Dessel      | 1965      | Villa                             |
| Meistraat 192             | Dessel      | 1970      | Villa                             |
| Sint-Lenaartsesteenweg    | Rijkevorsel | 1965      | Lijkenhuis                        |